# Friesenheim, Bas-Rhin
Friesenheim är en kommun i departementet Bas-Rhin i regionen Grand Est (tidigare regionen Alsace) i nordöstra Frankrike. Kommunen ligger i kantonen Benfeld som tillhör arrondissementet Sélestat-Erstein. År 2022 hade Friesenheim 617 invånare.

## Befolkningsutveckling
Antalet invånare i kommunen Friesenheim
| Referens: INSEE |